# Nethegau
El Nethegau (dit també Netgau en algunes fonts) és una regió històrica d'Alemanya que agafa el seu nom del riu Nethe i abasta en essència el país de muntanya del Brakeler entre el Weser i Eggegebirge al voltant de les ciutats de Brakel i Bad Driburg en el cercle administratiu actual d'Höxter a Renània del Nord-Westfàlia.
La regió era un districte de Saxònia i fou administrada després de la submissió per dinastia carolíngia dels saxons, per comtes de districte. Una gran part de l'àrea va passar més tard a ser propietat de l'abadia de Corvey.